# La terra dei figli (album)
La terra dei figli è un album discografico del cantautore italiano Motta, pubblicato il 1º luglio 2021 come colonna sonora del film La terra dei figli di Claudio Cupellini, adattamento dell'omonimo fumetto di Gipi.

## Tracce
Musiche di Francesco Motta.
1. La terra dei figli – 2:03
2. Oltre la chiusa – 2:57
3. Memorie – 2:09
4. Requiem – 1:44
5. Sogni – 3:09
6. La terra dei figli (Pt. 2) – 1:12
7. Maria – 2:19
8. Il diario – 2:00
9. In un abbraccio – 8:26
10. Requiem (Piano Solo) – 1:55
11. In un abbraccio (Pt. 2) – 2:18

Durata totale: 30:12